# エディソン・デニソフ
エディソン・ヴァシリイェヴィチ・デニソフ（ロシア語: Эдисо́н Васи́льевич Дени́сов/ Edison Vasilievich Denisov, 1929年4月6日 トムスク — 1996年11月24日 パリ）は、旧ソ連のロシア人作曲家。社会主義リアリズム路線に反抗して西側の現代音楽と歩調を合わせた作風を採ったことから、非妥協的な「反体制派」の作曲家の長老と看做された。ソビエト連邦の崩壊に前後してロシアを去り、西側に事実上亡命した。

## 略歴
シベリアにて放射線の専門家である物理学者の家庭に生まれる。親が偉大なアメリカ人発明家にあやかろうとしたため、エディソンという風変わりな名前を付けられた（本来エジソンは姓であって名ではない）。作曲家に転向するまでは数学を専攻していた。作曲はドミートリイ・ショスタコーヴィチの指導を受けており、作曲家への転身もショスタコーヴィチが親身になって支えてくれた。その当時のショスタコーヴィチとの書簡は現存する。1951年から1956年までモスクワ音楽院に学び、作曲をヴィッサリオン・シェバリーンに、管弦楽法をニコライ・ラコフに、楽曲分析をヴィクトル・ズッケルマンに、ピアノをヴラジーミル・ベーロフに師事。1956年から1959年まで、ロシア民話のお伽噺に基づいて3幕の歌劇《兵士イワン》を作曲した。モスクワ音楽院を修了すると、そのまま管弦楽法や、後には作曲法の教員として音楽院に留まった。主要な門人に、マルク・ミンコフ、ディミトリー・スミルノフ、エレーナ・フィルソヴァ、ヴラジーミル・タルノポルスキー、セルゲイ・パヴレンコ、イヴァン・ソコロフ、ボジダール・スパソフ、エフゲニー・コスティツイン、フアン・グティエレス、ユーリ・カスパロフ、オリガ・ラエヴァ、アントン・サフロノフ、アレクサンドラ・フィロネンコ、ワディム・カラシコフ、ディミトリー・カプィリン、アレクサンドル・シチェティンスキーなどがいる。
当時ソ連で利用することの困難だった楽譜の独自の研究を開始する（例えばピエール・ブーレーズやカールハインツ・シュトックハウゼンら現代の作品だけでなく、グスタフ・マーラーやクロード・ドビュッシーといった前世紀末の作品も含まれる）。現代の作曲技法のさまざまな側面について詳細に分析した一連の論文を執筆し、それと同時に、作曲家として自分の活路を見出すために積極的な模索を続けた。1979年には、第6回ソ連作曲家同盟会議の席上で、西側で開かれたソヴィエト音楽フェスティバルに承認を得ずして参加したことを咎められ、いわゆる「フレンニコフの7人」として要注意人物に認定された。（但しデニソフ自身は、政治的発言を求められることを嫌がり、フレンニコフの政治力を高く評価するとの発言をやむを得ず行なっている。）ペレストロイカやグラスノスチの流れに沿って、ソ連現代音楽協会がモスクワで再興されると、その指導者に担ぎ出された。しかし、ソビエト連邦の崩壊後フランスへ亡命した。
1957年に音楽理論学者、ガリナ・グリゴリエヴァと結婚したものの1960年生まれの長男のドミトリ、1965年生まれの長女のエカテリーナを得たのち離婚した。非常に若い秘書と1987年に再婚して1988年に次女のアンナ、1990年に三女のマリアを得て、1990年代は育児の毎日であった。1991年にはエカテリーナの生んだ初孫、1992年には二人目の孫にも恵まれた。ところが、1990年代に自動車事故で重傷を負い、長年その後遺症に苦しめられた。結局、その事故が原因となり、1996年にパリの入院先で息を引き取った。
ヴァレリア・ツェノヴァの「現代音楽の作曲理論」(露ムジカ社)にはデニソフの譜例が多数掲載されている。

### 語録
- 「ギヨーム・ド・マショーやクラウディオ・モンテヴェルディ、ハインリヒ・シュッツ、ヨハン・ゼバスティアン・バッハといった作曲家の傑作が長寿を保ってこられたのは、曲の中身だけでなく、完璧で隙のない構成までもが、美しいからなのです」(E. Denisov: Contemporary Music and the Problem of the Evolution of Composers’ Technology, Moscow, Soviet composer, 1986, p.145.)
- 「拙作で主要な要素となるのは、美しさです。つまり、響きが美しいだけでは整った形式にはなりませんので、ここで言う美しさとは、数学者が、あるいはバッハやウェーベルンが理解していたような意味での美しい着想ということです。」
- 「拙作で最も重要な要素は抒情性である。」
- 「セリー主義者の手法が非常に頼もしいことを存じてはおりますが、拙作においてわたくしは、統一を目指して尽力し、調性や旋法性、偶然性などなどの表現手段を用いているのです。」
- 「“学究的な”音楽は厭です。音楽は生きていなければ。知った風なのは駄目です。」("Neizvestnyi Denisov", Moscow, Kompozitor, 1997, p. 48)
- 「静かで美しい音楽を書くのが好きなのです」

## 作品
ガブリエラ・ミストラルの詩に曲付けされ、ピエール・ブーレーズに献呈された、ソプラノと室内アンサンブルのための連作歌曲《インカの太陽（フランス語: Le soleil des Incas）》（1964年）は、デニソフに国際的な名声をもたらした出世作であり、1965年にダルムシュタットとパリで相次いで上演されて大成功を収めた。イーゴリ・ストラヴィンスキーも本作が気に入り、「作曲者の顕著な才能」を認めている。しかしながらソ連作曲家同盟によって「西側の悪影響」「創造力というより知りたがり」「作曲家の完全な独り善がり」と酷評された（括弧内はいずれもティホン・フレンニコフの発言による）。その後デニソフの作品は、ソ連国内ではしばしば上演禁止となった。
現代の国内外の演奏家のために大作の作曲を続けており、オーレル・ニコレのためにフルート協奏曲を、ギドン・クレーメルのためにヴァイオリン協奏曲を書き上げた。ハインツ・ホリガーやエドゥアルト・ブルンナーにも作品を献呈している。ジャン＝マリー・ロンデックスのために創った《アルト・サクソフォンとピアノのためのソナタ》は、サクソフォン奏者の間で高い評価を得ている。フランシスコ・タンザーの著作に基づきテクストに多言語を用いた《レクィエム》は、厳粛で衝撃的な作品であり、1980年にハンブルクで初演された。
デニソフの主要な舞台音楽に、ボリス・ヴィアン原作の歌劇《うたかたの日々（フランス語: L'écume des jours）》（1981年）や、パブロ・ピカソ原作の歌劇《4人の娘（Quatre Filles）》（1986年）、アルフレッド・ド・ミュッセによるバレエ音楽《告白（フランス語: Confession）》が挙げられる。

## 主要作品一覧

### 声楽曲
- 1964 ソプラノ、フルート、オーボエ、ホルン、トランペット、2台ピアノ、打楽器、ヴァイオリン、チェロのためのガブリエラ・ミストラルの詩による《インカの太陽（フランス語: Le soleil des Incas / ロシア語: Солнце инков）》
- 1964 ソプラノ、フルート、ホルン、ヴァイオリン、チェンバロのためのアレクサンドル・ブロークの詩による《イタリア歌曲集》
- 1966 ソプラノ、ピアノと3人の打楽器奏者のためのロシア民謡の歌詞による《嘆き（フランス語: Les pleurs / ロシア語: Плачи）》
- 1968 13人の独唱者のためのヴェレミル・フレーブニコフによる《秋（ロシア語: Осень) 》
- 1970 ソプラノとピアノのための歌曲集《イワン・ブーニンの2つの詩》
- 1973 独唱者、フルート、クラリネット、ヴァイオリン、チェロ、ピアノ、打楽器のためのボリス・ヴィアンの詩による《バラ色の生活（フランス語: La vie en rouge / ロシア語: Жизнь в красном цвете）》
- 1980 ソプラノ独唱、テノール独唱、混声合唱と管弦楽のための聖句ならびにFrancisco Tanzerの詩による《レクィエム》
- 1989 声楽、フルートとピアノのための歌曲集《ジェラール・ド・ネルヴァルの4つの詩》
- 1992 バス独唱、テノール独唱、合唱と管弦楽のための《マタイ受難曲（我らが主なるイエス・キリストの生と死の物語）》
- 1995 ソプラノと混成合唱、管弦楽のためのローゼ・アウスレンダーの7つの詩による《朝の夢》Morning Dream
- 1995 合唱と器楽合奏のための《メデアへの合唱》

### 歌劇
- 1956-9 兵士イワン（ロシア語: Иван-солдат、 原典：ロシア民話、3幕）
- 1981 うたかたの日々（フランス語: L'écume des jours / ロシア語: Пена дней、 ボリス・ヴィアン原作）
- 1986 四人の娘（フランス語: Quatre Filles / ロシア語: Четыре девушки、 パブロ・ピカソ原作、1幕）

### バレエ音楽
- 1984 告白（フランス語: Confession / ロシア語: Исповедь、アルフレッド・ド・ミュッセ原作、3幕）

### 管弦楽曲
- 1970 管弦楽のための《絵画（フランス語: Peinture / ロシア語: Живопись）》

### 交響曲
- 1987 交響曲 第1番
- 1996 交響曲 第2番
- 1982 室内交響曲 第1番
- 1994 室内交響曲 第2番

### 協奏曲
- 1972 チェロ協奏曲
- 1974 ピアノ協奏曲
- 1975 フルート協奏曲
- 1977 ヴァイオリン協奏曲
- 1977 サクソフォンと打楽器奏者のための小協奏曲（イタリア語: Concerto Piccolo）
- 1982 ハイドンのカノンによるチェロと管弦楽のための変奏曲《死は永い眠り（ドイツ語: Tod ist ein langer Schlaf / ロシア語: Смерть —  это долгий сон — ）》
- 1986 ヴィオラ協奏曲
- 1986 オーボエ協奏曲
- 1989 クラリネット協奏曲
- 1991 ギター協奏曲
- 1982 ファゴットとチェロと管弦楽のための二重協奏曲
- 1993 フルート、ヴィブラフォン、チェンバロと弦楽合奏のための協奏曲
- 1996 フルートとクラリネットと管弦楽のための二重協奏曲

### 室内楽曲
- 1968 クラリネットとピアノ、打楽器のための《（チェ・ゲバラ追悼の）頌歌（Ode）》
- 1968 オーボエとハープ、弦楽三重奏のための《ロマンティックな調べ（フランス語: Musique Romantique / ロシア語: Романтическая музыка）》
- 1969 弦楽三重奏曲
- 1969 木管五重奏曲
- 1969 フルートと2台ピアノ、打楽器のための《影絵（フランス語: Silhouettes）》
- 1969 プリペアドピアノ（またはチェンバロ）とテープのための《鳥の声（フランス語: Chant des Oiseaux / ロシア語: Пение птиц）》
- 1969 クラリネットとトロンボーン、チェロ、ピアノのための《<large> DSCH </large>》
- 1970 アルトサクソフォンとピアノのためのソナタ
- 1971 ピアノ三重奏曲
- 1984 チェロとピアノのための《シューベルトの主題による変奏曲》
- 1985 ヴィオラ、オーボエ、ホルン、ピアノ、ヴィブラフォンとコントラバスのための《パウル・クレーによる3つの絵画》
- 1993 クラリネットとピアノのためのソナタ
- 1994 アルトサクソフォンとチェロのためのソナタ
- 1995 フルートとファゴット、ピアノのための三重奏曲
- 1996 フルート二重奏のためのソナタ
- 1996 弦楽四重奏と木管四重奏およびピアノのための《鳥と女〔ホアキン・ミローを讃えて〕（フランス語: Femme et oiseaux）》
- 1996 アルト・フルートとヴィブラフォンのための《日暮れ前に（フランス語: Avant le coucher du soleil）》
  - 8月16日完成の絶筆

### 鍵盤楽曲
- 1974 ピアノ曲《白の記号（フランス語: Signes en blanc / ロシア語: Знаки на белом）》
- 1995 アコーディオンのための《暗闇から光明へ（フランス語: Des ténèbres à la lumière）》

### その他
- 1996 モーツァルトの《フルートとハープのための協奏曲》のための3種のカデンツァ
- 1993 ドビュッシーの未完の歌劇《ロドリーグとシメーヌ》の補完
- 1995 シューベルトのオペラ＝オラトリオ《ラザロ、あるいは復活の記念（ドイツ語: Lazarus oder Die Feier der Auferstehung）》D.689 の補完